# Notre-Dame-des-Millières
Notre-Dame-des-Millières is een gemeente in het Franse departement Savoie (regio Auvergne-Rhône-Alpes). De plaats maakt deel uit van het arrondissement Albertville. Notre-Dame-des-Millières telde op 1 januari 2022 1.000 inwoners.

## Geografie
De oppervlakte van Notre-Dame-des-Millières bedroeg op 1 januari 2022 10,35 vierkante kilometer; de bevolkingsdichtheid was toen 96,6 inwoners per km².

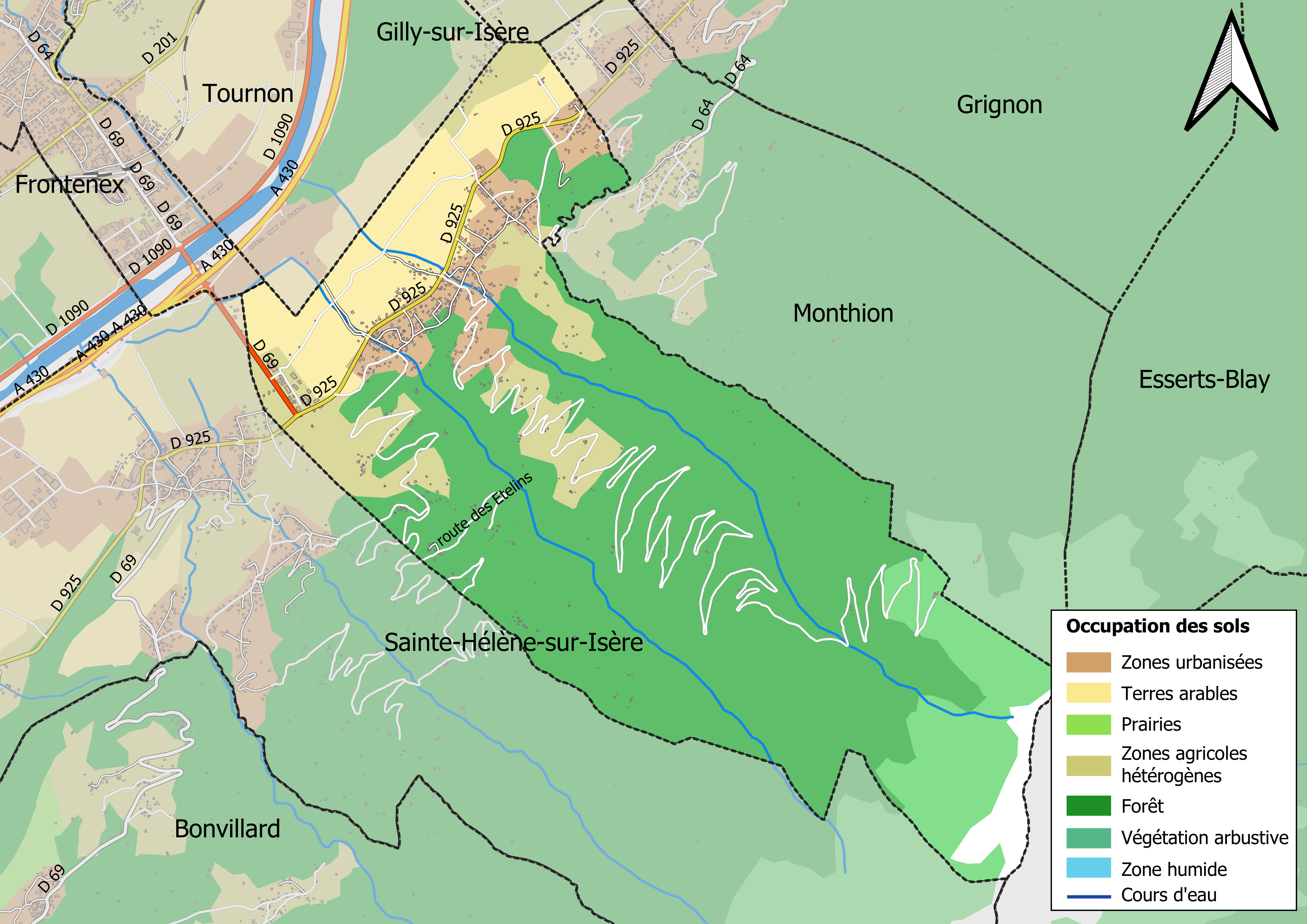
Kaart van de gemeente met de belangrijkste infrastructuur, bodemgebruik en omliggende gemeenten

## Demografie
Onderstaande figuur toont het verloop van het inwonertal (bron: INSEE-tellingen).